# Ozza Mons
L'Ozza Mons è una struttura geologica della superficie di Venere.